# Buffelsbaai
Buffelsbaai (signifiant « Bay des Buffles » en afrikaans) est une petite station balnéaire de la province du Cap-Occidental en Afrique du Sud.

## Localisation
Buffelsbaai est situé sur la côte de l'océan indien à 15 km au sud-ouest de Knysna. L'embouchure de la rivière Goukammar est situé juste à l'ouest de la plage de Buffelsbaai.

## Démographie
Selon le recensement de 2011, Buffelsbaai compte 71 habitants (71,83 % de coloureds, 26,76 % de blancs et 1,41 % de noirs). 
L'afrikaans est la principale langue maternelle de la population locale.

## Climat
Le climat est doux en hiver et assez chaud mais plutôt sec en été. La région est couverte de forêts et de prairies grâce à une pluviométrie abondante.

## Tourisme
Buffelsbaai est une destination de vacances et ne comprend que quelques résidents permanents. Disposant cependant de nombreuses résidences secondaires et de locations saisonnières pour touristes, elle est particulièrement fréquentée en haute saison. La baie, considérée comme l'une des plus sures de la route des jardins, permet facilement la baignade et le surf. 
La réserve naturelle de Goukamma est également située à proximité.

## Desserte
Pour accéder à Buffelsbaai, il faut emprunter la RN2 qui part du Cap et longe la côte de l'océan Indien jusqu'à Durban, soit atterrir à l'aéroport de George en venant du Cap ou de Johannesburg.